# مقصد عروسی
مقصد عروسی (به انگلیسی: Destination Wedding) یا عروسی سرنوشت فیلمی محصول سال ۲۰۱۸ و به کارگردانی ویکتور لوین است. در این فیلم بازیگرانی همچون وینونا رایدر و کیانو ریوز ایفای نقش کرده‌اند.